# Torture des tétons

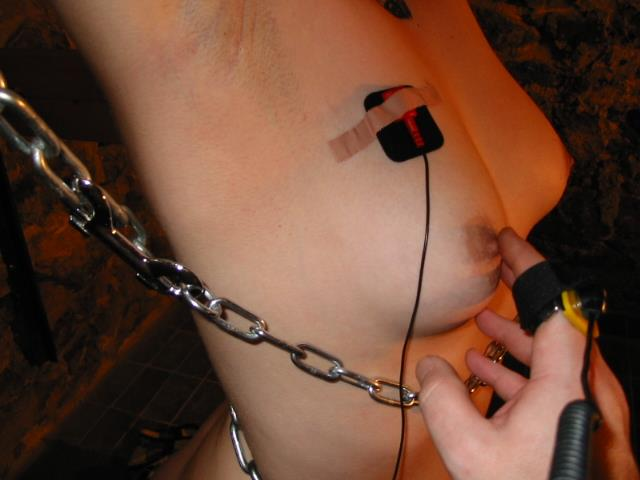
Torture des seins (électro-stimulation)

La torture des seins se réfère à de nombreuses activités sadomasochistes basées sur la domination et la manipulation douloureuse des seins, tétons et aréoles pour une gratification sexuelle. Cette pratique est utilisée en conjonction avec le bondage des seins, qui se focalise uniquement sur la restriction de ces zones.

## Histoire

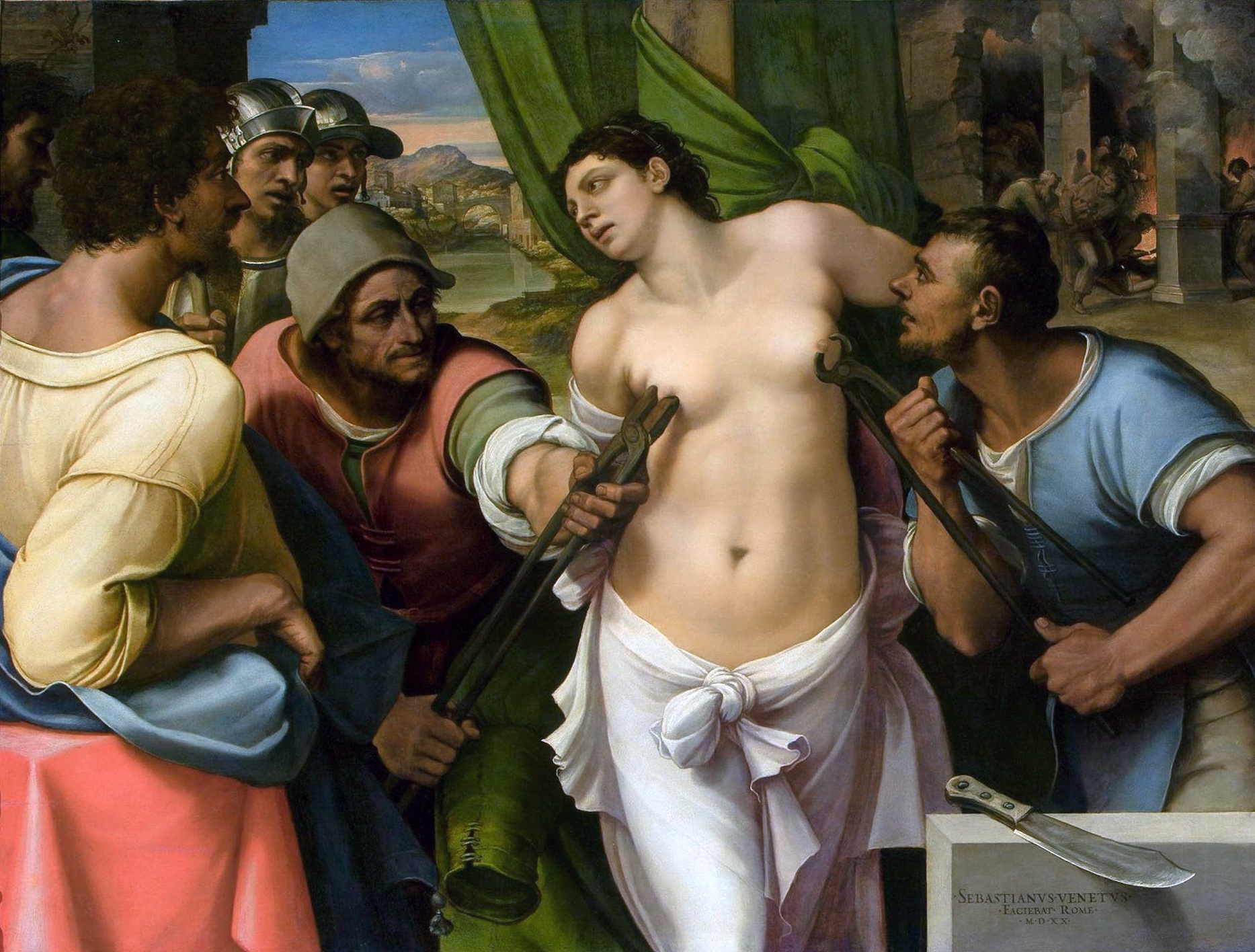
Le Martyre de sainte Agathe

La torture des seins a été répandue dans l'histoire, en tant que pure torture et dans un contexte sexuel. 
En l'an 300 av. J-C., le livre du Kama Sutra expose sur ce que serait plus tard le sadomasochisme ; les coups, morsures et flagellation érotique sur certaines parties du corps étaient encouragées seulement avec consentement. Le Kama Sutra va plus loin et nomme les différentes manières de griffer ou mordre, incluant les seins et tétons.
D'autres références historiques liées au BDSM incluent les histoires fictionnelles et pratiques du Marquis de Sade. Dans son ouvrage, Les 120 Journées de Sodome, il existe une douzaine de références sur la torture des tétons, chacune d'entre elles extrêmement brutales.

## Description
Bien qu'il soit dit que cette torture non-sexuelle est répandue dans société moderne et ancienne, le terme "torture des tétons" dans ce contexte implique une activité sexuelle. 
Dans le contexte érotique, la personne donnant la punition aux seins ainsi que celle (homme ou femme) qui reçoit ces punitions font l'expérience d'un plaisir sexuel. Dans certains cas, les individus prennent plaisir à souffrir physiquement grâce à une libération d'endorphines. Leur plaisir peut également être psychologique, de par le fait d'être psychologiquement contrôlé ou par le fait de voir le partenaire prendre du plaisir à contrôler ou à être contrôlé. L'individu peut apprécier le fait de dominer, ou ordonner certaines satisfactions sexuelles.
Les deux individus peuvent apprécier le jeu de rôle sexuel domination et soumission(D/S). L'excitation provient généralement de ces facteurs émotionnels et psychologiques. Certains individus pensent que la notion dans la torture des seins fait partie de la plus grande psyché masculine désirant réduire les organes sexuels des femmes, et les dégâts infligés sur les seins du sujet féminin réhaussent leur propre image de soi.
La torture érotique des tétons implique un mélange d'activités sexuelles considérées en tant que paraphilies par certains psychologues et sexologues. La paraphilie possède plusieurs définitions, dont la plupart possèdent des connotations négatives de "perversion" ou de "déviance". Les paraphilies notées dans ce contexte et pouvant participer à la torture des tétons incluent :
- l'algolagnie - plaisir sexuel de la douleur :
- le fétichisme des seins - intérêt sexuel pour les seins, leurs mouvements, taille ou forme ;
- le sadisme et le masochisme sexuels - attirance sexuelle pour la souffrance physique/psychologique ;
- la vincilagnie - attirance sexuelle pour le bondage.